# Kaluža (okres Michalovce)
Kaluža je obec na Slovensku. Nachází se v Košickém kraji, v okrese Michalovce. Obec má rozlohu 9,89 km² a leží v nadmořské výšce 120 m. V roce 2011 v obci žilo 359 obyvatel.  První písemná zmínka o obci pochází z roku 1336.
Kaluža je podvihorlatská obec, která se nachází u Zemplínské Šíravy, druhé největší vodní nádrže na Slovensku. Obec je významným rekreačním centrem zejména zemplínského regionu. V obci je také řeckokatolický chrám z roku 1928.
Obec leží od hlavního města Bratislavy 472 km, krajského města Košice 71,8 km a okresního města Michalovce 10,6 km, sousedí s vojenským újezdem Valaškovce a čtyřmi obcemi: Klokočov, Lúčky, Zalužice a Vinné.

## Partnerské obce
- Argenbühl, Německo
- Capannoli, Itálie
- Cieszanów, Polsko
- Diósd, Maďarsko
- Žovkva, Ukrajina